# Slaglille Sogn
Slaglille Sogn 
ist eine Kirchspielsgemeinde (dän.: Sogn)
auf der Insel Sjælland im südlichen Dänemark.
Bis 1970 gehörte sie zur Harde Alsted Herred im damaligen Sorø Amt, danach zur Sorø Kommune im Vestsjællands Amt, die im Zuge der  Kommunalreform zum 1. Januar 2007 in der „neuen“ Sorø Kommune in der Region Sjælland aufgegangen ist.
Im Kirchspiel leben 492 Einwohner (Stand: 1. Januar 2023).

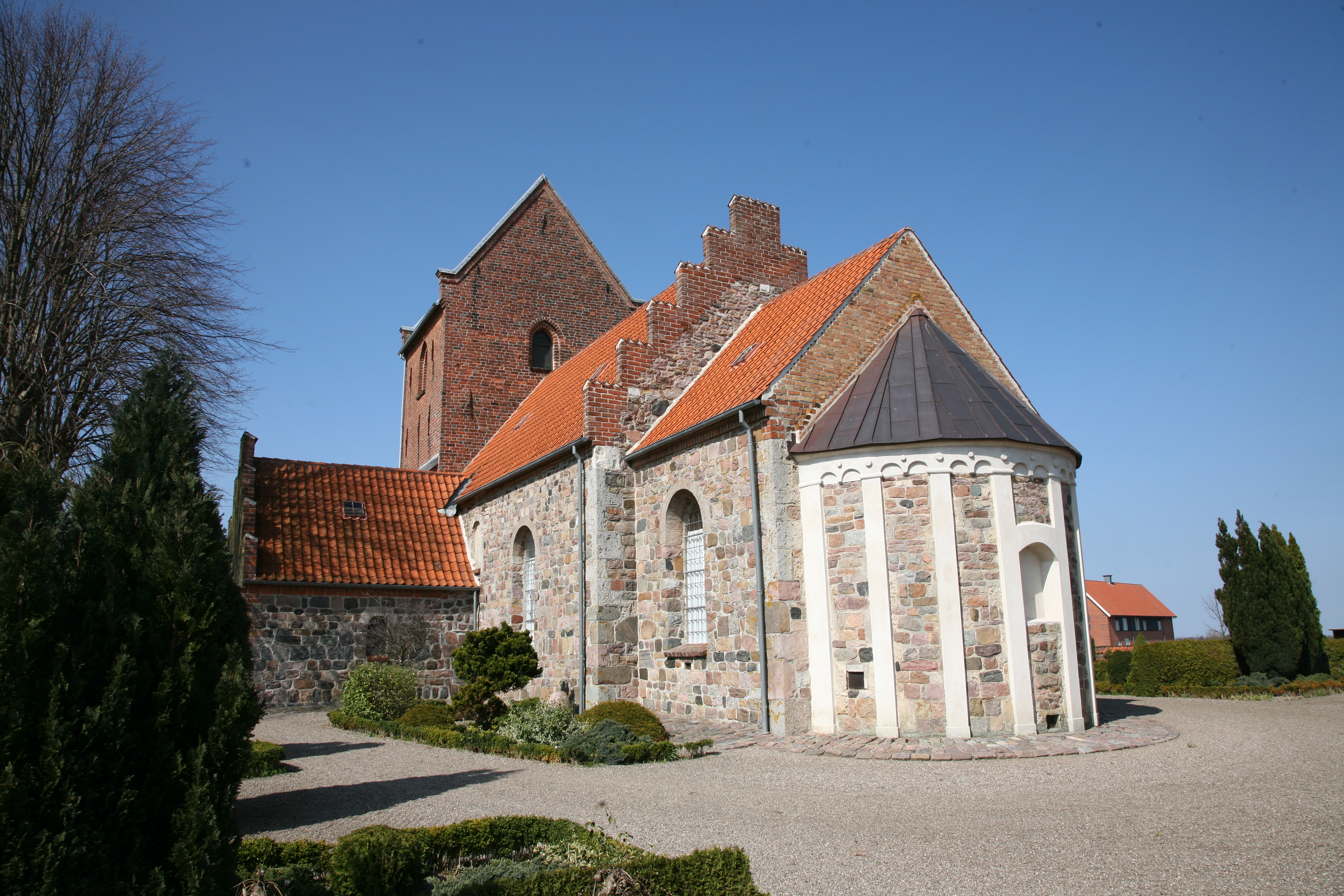
Slaglille kirke

Im Kirchspiel liegt die Kirche „Slaglille Kirke“.
Nachbargemeinden sind im Norden Bjernede Sogn, im Osten Fjenneslev Sogn, im Südosten Alsted Sogn, im Süden Vester Broby Sogn, im Südwesten Lynge Sogn, im Westen Sorø Sogn und im Nordwesten Pedersborg Sogn.